# Нікорник сріблистий
Ніко́рник сріблистий (Apalis argentea) — вид горобцеподібних птахів родини тамікових (Cisticolidae). Мешкає в регіоні Африканських Великих озер. Раніше вважався підвидом білочеревого нікорника.

## Поширення і екологія
Сріблисті нікорники живуть в сухих і вологих рівнинних і гірських тропічних лісах ДР Конго, Руанди, Бурунді і Танзанії на висоті від 1500 до 2350 м над рівнем моря.